# Иван Ачков
Иван Наумов Ачков е български просветен деец и революционер, деец на Вътрешната македоно-одринска революционна организация.

## Биография
Иван Ачков е роден на 27 юли 1874 година в град Струга, тогава в Османската империя. В 1892 година завършва с четвъртия випуск педагогическите курсове на Солунската българска мъжка гимназия и преподава в Солун, Велес, Струмица и на други места. Още през 1895 година се включва във ВМОРО по покана на Гоце Делчев. Касиер е на Велешкия революционен комитет през 1895-1896 година и на Струмишкия революционен комитет през 1896-1897 година. Умира в София на 21 декември 1939 година.